# 坂田しおり
坂田 しおり（さかた しおり、1991年8月4日 - ）は、日本の元女優である。東京都出身。株式会社トキエンタテインメントに所属していた。BLUE ROSEと業務提携。

## 出演作品

### 舞台
- 超青春合唱コメディ『SING!』（2012年9月20日 - 23日、池袋シアターグリーン BIG TREE THEATER） - さおり 役
- 桃太郎外伝〜黄金の夜明け〜（2012年10月19日、築地ブディストホール） - 日替わりゲスト アナスタシア 役
- here goes nothing〜やらなきゃ始まらねぇ〜（2012年10月20日、萬劇場）
- Short Sweet Story 芸術の秋編『31☆SONG!!』（2012年11月15日 - 18日、絵空箱）
- SNOW PRINCESS!〜鏡の真実と7人の○○たち〜（2012年12月5日 - 9日、全労済ホールスペース・ゼロ） - リオン 役
- Girls Rocketeer（2013年1月23日 - 27日、中野ザ・ポケット） - ダブルキャストA 田口すみれ 役
- 落下ガール（2013年3月7日 - 11日、シアターサンモール） - 神戸まどか 役
- ミュージカル「美少女戦士セーラームーン -La Reconquista-」（2013年9月13日 - 23日、AiiA Theater Tokyo） - 愛野美奈子 / セーラーヴィーナス 役
- 桃太郎外伝〜竜宮城大決戦〜（2014年3月12日 - 16日、築地ブディストホール） - お結 役
- 女の子ものがたり（2014年5月3日 - 6日、シアターグリーン BIG TREE THEATER / 5月17日 - 18日、ABCホール） - りんご・まな 役
- ミュージカル「美少女戦士セーラームーン -Petite Étrangère-」（2014年8月21日 - 31日、AiiA Theater Tokyo / 9月5日 - 7日、梅田芸術劇場 シアター・ドラマシティ） - 愛野美奈子 / セーラーヴィーナス 役
- 鬼斬（2014年12月18日 - 12月23日、新宿村LIVE） - 茨木童子 役
- 龍狼伝（2015年5月2日 - 6日、博品館劇場） - 蓮花 役
- ミュージカル「美少女戦士セーラームーン -Un Nouveau Voyage-」（2015年9月18日 - 27日、AiiA 2.5 Theater Tokyo / 10月2日 - 4日、サンケイホールブリーゼ） -  愛野美奈子 / セーラーヴィーナス 役
- ミュージカル「黒執事」-地に燃えるリコリス2015-（2015年11月7日 - 12月27日） - メイリン 役
  - 大阪公演（11月07日 - 10日、梅田芸術劇場 メインホール）
  - 宮城公演（11月14日 - 15日、名取市文化会館 大ホール）
  - 東京公演（11月21日 - 29日、赤坂ACTシアター）
  - 福岡公演（12月04日 - 06日、キャナルシティ劇場）
  - 上海公演（12月11日 - 13日、中国・藝海劇院）
  - 北京公演（12月18日 - 20日、中国・北京展覧館劇場）
  - 深圳公演（12月25日 - 27日、中国・深圳保利劇院）
- ミュージカル「ふしぎ遊戯〜朱ノ章〜」（2016年4月8日 - 17日、あうるすぽっと） - 本郷唯 役

### ドラマ
- 金魚倶楽部（2011年7月、NHK総合） - 亜矢 役
- ラスト♡シンデレラ（2013年4月、フジテレビ）

### PV
- アイドルカレッジ『YOZORA』（2013年2月13日）